# Triglyphus
Triglyphus  (лат.) — род журчалок подсемейства Eristalinae .

## Описание
Мухи чёрной окраски. Лицо без бугорка по середине. Ариста без волосков. Крылья немного затемнённые. Брюшко с двумя полноценно развитыми тергитами. четвёртый тергит брюшка маленький, сверху практически не заметный.

## Экология
Личинки питаются тлями. Имаго встречаются в переувлажнённых местообитаниях, посещают цветки калины, зонтичных, розоцветных (спирея, боярышник, рябина), лютиковых (лютик, калужница).

## Систематика
В составе рода:
- Triglyphus aureus Violovitsh, 1980
- Triglyphus escalerai Gil Collado, 1929
- Triglyphus formosanus Shiraki, 1930
- Triglyphus fulvicornis Bigot, 1884
- Triglyphus ikezakii Kuznetzov, 1990
- Triglyphus primus Loew, 1840
- Triglyphus sichuanicus Cheng, 1998

## Распространение
Встречаются в Палеарктике, Ориентальной области и Австралии.